# Zbudov (Klášterec nad Orlicí)
Zbudov (německy Neuhaus) je vesnice, část obce Klášterec nad Orlicí v okrese Ústí nad Orlicí. Nachází se asi dva kilometry jihozápadně od Klášterce nad Orlicí. Zbudov leží v katastrálním území Klášterec nad Orlicí o výměře 17,91 km².

## Historie
První písemná zmínka o vesnici pochází z roku 1790.

## Pamětihodnosti
- dům čp. 13